# Casinhas
Casinhas là một đô thị thuộc bang Pernambuco, Brasil. Đô thị này có diện tích 109,19 km², dân số năm 2007 là 14334 người, mật độ 131,28 người/km².